# Csitár
Csitár is een plaats (község) en gemeente in het Hongaarse comitaat Nógrád. Csitár telt 449 inwoners (2001).